# 蒂莫西·F·蓋特納

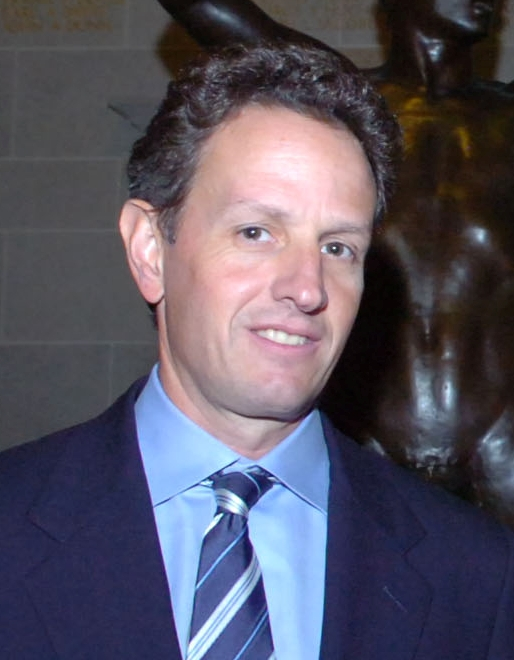
盖特纳在纽约（2007年9月28日）

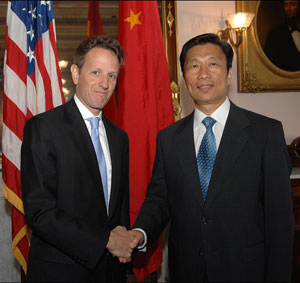
2009年，盖特纳在华盛顿州会见中华人民共和国副主席李源潮

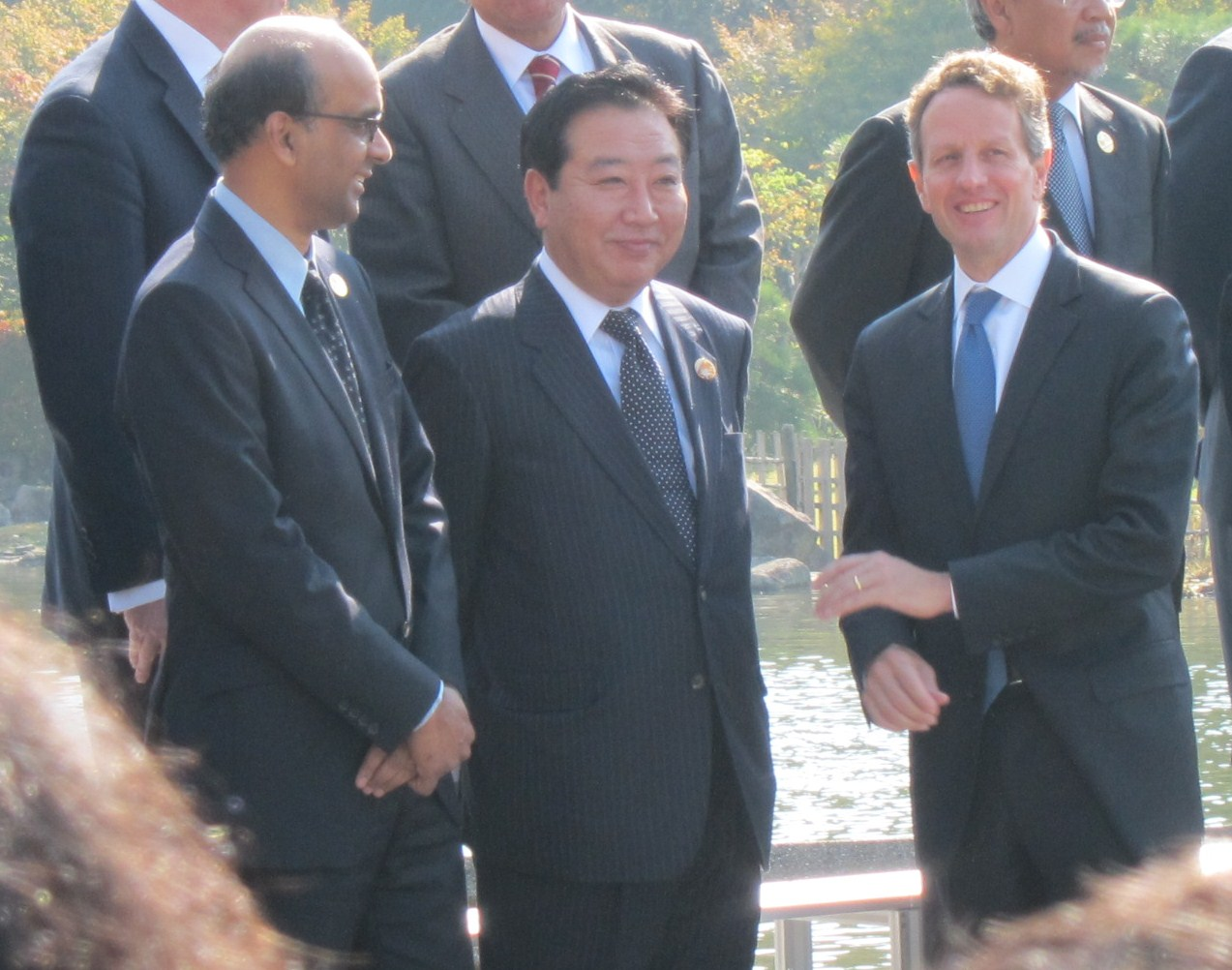
盖特纳與新加坡财政部长尚达曼、日本财务大臣野田佳彥進行三方會面（2010年11月6日）

提摩太·弗朗兹·盖特纳（英語：Timothy Franz Geithner，1961年8月18日—），美国经济学家、第75任美国财政部长（2009年1月26日－2013年1月26日），畢業於曼谷國際學校，後考入達特茅斯學院，於1983年畢業，主修亞洲政治，1981與1983年分別在北京大學和北京師範大學學習中文，並取漢名「高逸然」，1985年獲約翰·霍普金斯大學保羅尼采高級國際問題研究院碩士學位。

## 争议
蓋特納曾經過期欠交稅。在AIG花紅事件中，蓋特納是主角之一，而奧巴馬誓言支持他，不必辭職。

## 出任华平投资集团总裁兼常务董事
2013年11月16日蓋特納日前接受專訪時透露，2014年3月將出任华平投资總裁兼常務董事，預料他將專責為華平建構集團策略及管理，並會處理投資者關係及併購投資等業務。